# Javerdat
 Javerdat é uma comuna francesa na região administrativa da Nova Aquitânia, no departamento de Alto Vienne. Estende-se por uma área de 25,52 km². Em 2010 a comuna tinha 710 habitantes (densidade: 27,8 hab./km²).